# TFF 3. Lig 2015/16
Die Spor Toto 3. Lig 2015/16 war die 15. Spielzeit der vierthöchsten türkischen Spielklasse im Fußball der Männer. Sie startete am 23. August 2015 mit dem 1. Spieltag und endete am 15. Mai 2016 mit den Play-off-Spielen zwischen den Zweit- bis Fünftplatzierten aller drei Gruppen.

## Austragungsmodus
Die Gesamtmannschaftszahl wurde im Gegensatz zur Vorsaison von 54 Mannschaften auf 57 Mannschaften erweitert. Diese spielten in drei Gruppen mit jeweils 19 Mannschaften um den Aufstieg in die TFF 2. Lig bzw. gegen den Abstieg in die regionale Amateurliga. Die Einteilung der Liga wurde nicht regionalspezifisch durchgeführt. In der ersten Etappe, der normalen Ligaphase, steigen alle Erstplatzierten direkt in die TFF 2. Lig auf, während die vier letztplatzierten Teams aller Gruppen in die Bölgesel Amatör Lig absteigen werden. Die Einteilung der Mannschaften in die jeweiligen Gruppen wurde per Auslosung im Juli 2015 im zentralen Trainingsanlagen des türkische Fußballverband im Istanbuler Stadtteil Beykoz gezogen. Zwei Wochen später wurde an gleicher Stelle auch der Spielzeit gezogen. Ferner wurde der ersten Etappe, der normalen Liaphase, auch ermittelt, welche Teams sich für die zweite Etappe, für die Playoff-Phase, qualifiziert hatten. Die Zweit- bis Fünftplatzierten aller Gruppen qualifizierten sich für die Playoffs.
In der Play-off-Phase werden die letzten drei Aufsteiger per K.-o.-System bestimmt. Dabei werden für jede Gruppe eine separate Play-off-Runde durchgeführt. In jeder dieser Playoff-Runde wird jeweils ein Aufsteiger ausgespielt. Die Begegnungen der Halbfinalbegegnungen werden mit Hin- und Rückspiel entschieden und bilden damit eine Regeländerung zur letzten Saison, in der die Halbfinalbegegnungen mit einer Begegnung in einer für alle teilnehmenden Mannschaften neutralen Städten entschieden wurde, dar. Die Play-off-Finalbegegnungen werden hingegen wie letztes Jahr mit einer Partie entschieden und finden in für alle teilnehmenden Mannschaften neutralen Städten statt.

### Ausländerplätze
In der TFF 3. Lig sind ausländische Spieler nicht spielberechtigt. Mannschaften die von der TFF 1. Lig abgestiegen sind, können ihre ausländischen Spieler an Vereine der oberen Ligen ausleihen.

## Teilnehmerzusammensetzung
Zum Saisonbeginn kamen zu den von der vorherigen Saison verbliebenen 39 Mannschaften die sechs Absteiger aus der TFF 2. Lig TKİ Tavşanlı Linyitspor, Altay Izmir, Körfez İskenderunspor, Turgutluspor, Ofspor, Gölbaşıspor, Düzyurtspor und die elf Aufsteiger Cizrespor, Yomraspor, Dersimspor, Kozan Belediyespor, Kastamonuspor 1966, Zara Belediyespor, Bodrum Belediyesi Bodrumspor, Manisa Büyükşehir Belediyespor, Sultanbeyli Belediyespor, Düzcespor, Tekirdağspor aus der Bölgesel Amatör Lig hinzu.

### Gruppe 1
| Mannschaft          | Stadt        | Gründung | In der Liga seit | Letzte Saison | Stadion                      | Kapazität |
| ------------------- | ------------ | -------- | ---------------- | ------------- | ---------------------------- | --------- |
| Altay Izmir         | Izmir        | 1914     | 2015             | Absteiger     | Menemen Şehir Stadı          | 2.000     |
| Arsinspor           | Arsin        | 1973     | 2011             | 12.           | Arsin Stadı                  | 10.0000   |
| Bursa Nilüferspor   | Nilüfer      | 2008     | 2005             | 6.            | Nilüfer Stadı                | 2.000     |
| BB Erzurumspor      | Erzurum      | 2005     | 2011             | 4.            | Yeni Erzurum Stadı           | 28.8000   |
| Cizrespor           | Cizre        | 1972     | 2015             | Aufsteiger    | Cizre Ilçe Stadyumu          | 1.000     |
| Düzcespor           | Düzce        | 1984     | 2015             | Augstieger    | 18 Temmuz Stadyumu           | 5.000     |
| BN Düzyurtspor      | Trabzon      | 1986     | 2015             | Absteiger     | Yavuz-Selim-Stadion          | 1.820     |
| Erzin Belediyespor  | Erzin        | 1978     | 2014             | 10.           | Erzin İlçe Stadı             | 3.000     |
| Gölbaşıspor         | Ankara       | 1950     | 2015             | Absteiger     | Gölbaşı İlçe Stadı           | 5.124     |
| Kırıkhanspor        | Kırıkhan     | 1938     | 2009             | 14.           | Kırıkhan İlçe Stadı          | 6.500     |
| Kızılcabölükspor    | Kızılcabölük | 1982     | 2013             | 7.            | Tavas İlçe Stadı             | 0540      |
| Kozan Belediyespor  | Kozan        | 1955     | 2015             | Aufsteiger    | Kozan İsmet Atlı Stadı       | 2.000     |
| Maltepespor         | Istanbul     | 1923     | 2011             | 7.            | Maltepe Hasan Polat Stadı    | 6.000     |
| Silivrispor         | Silivri      | 1957     | 2012             | 5.            | Silivri Stadı                | 3.000     |
| Tekirdağspor        | Tekirdağ     | 1967     | 2015             | Aufsteiger    | Namık Kemal Stadı            | 4.900     |
| Tire 1922 Spor      | Tire         | ?        | 2014             | 8.            | Tire 4 Eylül Stadı           | 5.000     |
| Turgutluspor        | Turgutlu     | 1984     | 2015             | Absteiger     | 7 Eylül Stadyumu             | 7.000     |
| Yeşil Bursa SK      | Bursa        | 1974     | 2007             | 11.           | Veledrom Stadı               | 10.0000   |
| Zonguldak Kömürspor | Zonguldak    | 1966     | 2014             | 3.            | Karaelmas Kemal Köksal Stadı | 13.7950   |

| Tire 1922 Spor |

| BB Erzurumspor |

| Kızılcabölükspor |

| Tekirdağspor |

| Kozan Belediyespor |

| Altay Izmir |

| Zonguldak Kömürspor |

| Turgutluspor |

| Maltepespor |

| BN Düzyurtspor |

| Bursa Nilüferspor |

| Yeşil Bursa SK |

| Erzincan Refahiyespor |

| Düzcespor |

| Arsinspor |

| Kırıkhanspor |

| Cizrespor |

| Silivrispor |

| Gölbaşıspor |

### Gruppe 2
| Mannschaft               | Stadt         | Gründung | In der Liga seit | Letzte Saison | Stadion                     | Kapazität |
| ------------------------ | ------------- | -------- | ---------------- | ------------- | --------------------------- | --------- |
| Ankara Adliyespor        | Ankara        | 1993     | 2013             | 9.            | Hasan Doğan Stadı           | 10.0000   |
| Ayvalıkgücü              | Ayvalık       | 1966     | 2013             | 14.           | Hüsnü Uğural Stadı          | 5.000     |
| BB Bodrumspor            | Bodrum        | 1931     | 2015             | Aufsteiger    | Bodrum İlçe Stadı           | ?         |
| Denizli BB               | Denizli       | 1981     | 2013             | 4.            | Doğan Seyfi Atlı Stadı      | 2.000     |
| Derincespor              | Derince       | 1995     | 2012             | 8.            | İsmetpaşa Stadyumu          | 16.7500   |
| Diyarbekirspor           | Diyarbakır    | ?        | 2013             | 3.            | Diyarbakır Atatürk Stadı    | 12.9630   |
| Etimesgut Belediyespor   | Ankara        | 1990     | 2014             | 13.           | Bayburt Kemal Atatürk Stadı | 3.000     |
| Gaziosmanpaşaspor        | Istanbul      | 1965     | 2014             | 15.           | Gaziosmanpaşa Stadı         | 5.762     |
| Kahramanmaraş BB         | Kahramanmaraş | 1976     | 2012             | 6.            | Hanefi Mahçiçek Stadı       | 9.169     |
| Kemerspor 2003           | Kemer         | 2003     | 2009             | 6.            | Dr. Fehmi Öncel Stadı       | 12.3900   |
| Manisa BB                | Manisa        | 1994     | 2015             | Aufsteiger    | Mümin Özkasap Spor Tesisi   | 1.000     |
| Ofspor                   | Of            | 1968     | 2015             | Absteiger     | Of Stadyumu                 | 2.000     |
| Orhangazispor            | Orhangazi     | 1982     | 2005             | 9.            | Orhangazi İlçe Stadı        | 2.000     |
| Payasspor                | Payas         | 1975     | 2013             | 13            | Payaş İlçe Stadı            | 2.000     |
| Sakaryaspor              | Sakarya       | 1965     | 2013             | 3.            | Sakarya Atatürk Stadı       | 13.2160   |
| Sancaktepe Belediyespor  | Istanbul      | 2008     | 2010             | 10.           | Hakan Şükür Stadı           | 7.000     |
| Sultanbeyli Belediyespor | Istanbul      | 1986     | 2015             | Aufsteiger    | Sultanbeyli Belediye Stadı  | 0200      |
| Yomraspor                | Yomra         | 1968     | 2015             | Aufsteiger    | Yomra İlçe Stadı            | 0850      |
| Zara Belediyespor        | Zara          | 1955     | 2015             | Aufsteiger    | Zara K.Ahmet Başyurt Stadı  | ?         |

| Ankara Adliyespor, Etimesgut Belediyespor |

| Orhangazispor |

| Diyarbekirspor |

| Ofspor |

| Sakaryaspor |

| Kemerspor 2003 |

| BB Bodrumspor |

| Yomraspor |

| Istanbul |

| Derincespor |

| Manisa BB |

| Kahramanmaraş BB |

| Denizli BB |

| Payasspor |

| Ayvalıkgücü |

| Zara Belediyespor |

| Vereine in Istanbul: Gaziosmanpaşaspor Sancaktepe Belediyespor Sultanbeyli Belediyespor |

### Gruppe 3
| Mannschaft                    | Stadt      | Gründung | In der Liga seit | Letzte Saison | Stadion                       | Kapazität |
| ----------------------------- | ---------- | -------- | ---------------- | ------------- | ----------------------------- | --------- |
| 24 Erzincanspor               | Refahiye   | 1984     | 2012             | 15.           | Erzincan 13 Şubat Stadı       | 6.000     |
| Batman Petrolspor             | Batman     | 1960     | 2006             | 12.           | Batman 16 Mayıs Stadı         | 4.900     |
| Bayburt Grup İl Özel İdare GS | Bayburt    | ?        | 2014             | 12.           | Bayburt Gençosman Stadı       | 5.000     |
| Bergama Belediyespor          | Bergama    | 1970     | 2012             | 15.           | 14 Eylül Stadı                | 2.000     |
| Beylerbeyi SK                 | Istanbul   | 1911     | 2009             | 7.            | Beylerbeyi 75. Yıl Stadı      | 5.500     |
| Çatalcaspor                   | Çatalca    | 1942     | 2014             | 11.           | Çatalca Ziy Altınoğlu Stadı   | 6.150     |
| Çine Madranspor               | Çine       | 1926     | 2014             | 14.           | Çine Yüksel Yalova Stadı      | 2.000     |
| Çorum Belediyespor            | Çorum      | 1997     | 2012             | 5.            | Dr. Turhan Kılıçcıoğlu Stadı  | 11.2630   |
| Dardanelspor                  | Çanakkale  | 1966     | 2014             | 9.            | 18 Mayıs Stadı                | 12.6920   |
| Darıca Gençlerbirliği         | Darıca     | 1934     | 2009             | 2.            | Darıca İlçe Stadı             | 6.000     |
| Dersimspor                    | Tunceli    | 2009     | 2015             | Aufsteiger    | Tunceli Atatürk Stadı         | 1.200     |
| Sandıklıspor                  | Sandıklı   | 1986     | 2011             | 8.            | Sandıklı Şehir Stadı          | 3.500     |
| Gölcükspor                    | Gölcük     | 1984     | 2002             | 5.            | Şirinköy Stadı                | 5.000     |
| Kastamonuspor 1966            | Kastamonu  | 1966     | 2015             | Aufsteiger    | Gazi Stadyumu                 | 4.033     |
| Körfez İskenderunspor         | İskenderun | 1991     | 2015             | Absteiger     | Stadion des 5. Julis          | 12.3900   |
| Manavgatspor                  | Evrenseki  | 2008     | 2011             | 13.           | Evrenseki Stadı               | 2.000     |
| Niğde Belediyespor            | Niğde      | ?        | 2014             | 10.           | Niğde Stadion des 5. Februars | 5.000     |
| Van BB                        | Van        | 1982     | 2011             | 11.           | Van Atatürk Stadı             | 10.5000   |
| Tavşanlı Linyitspor           | Tavşanlı   | 1943     | 2015             | Absteiger     | Dumlupınar Stadion            | 11.4950   |

| Kastamonuspor 1966 |

| Niğde Belediyespor |

| Beylerbeyi |

| Bergama Belediyespor |

| Dardanelspor |

| 24Erzincanspor |

| Çorum Belediyespor |

| Gölcükspor |

| Manavgatspor |

| Çatalcaspor |

| Bayburt Grup İl Özel İdare GS |

| Darıca Gençlerbirliği |

| Dersimspor |

| Batman Petrolspor |

| Van BB |

| Tavşanlı Linyitspor |

| Körfez İskenderunspor |

| Çine Madranspor |

| Sandıklıspor |

## Besondere Vorkommnisse
- Im Sommer 2014 änderte der Verein Kemer Tekirovaspor seinen Namen  auf Kemerspor 2003. Der Namenszusatz 2003 musste aufgenommen, da die Namensrechte für den ehemaligen Verein Kemerspor noch nicht freigegeben wurden.

## Statistiken

### Abschlusstabelle Gruppe 1
| Pl. | Verein                 | Sp. | S  | U  | N  | Tore    | Diff. | Punkte |
| --- | ---------------------- | --- | -- | -- | -- | ------- | ----- | ------ |
| 1.  | BB Erzurumspor         | 36  | 22 | 8  | 6  | 067:320 | +35   | 74     |
| 2.  | Kızılcabölükspor       | 36  | 20 | 8  | 8  | 052:340 | +18   | 68     |
| 3.  | Tire 1922 Spor         | 36  | 18 | 9  | 9  | 053:380 | +15   | 63     |
| 4.  | Zonguldak Kömürspor    | 36  | 18 | 6  | 12 | 055:420 | +13   | 60     |
| 5.  | BN Düzyurtspor (A)     | 36  | 15 | 15 | 6  | 046:340 | +12   | 60     |
| 6.  | Erzin Belediyespor     | 36  | 16 | 10 | 10 | 055:370 | +18   | 58     |
| 7.  | Yeşil Bursa SK         | 36  | 15 | 11 | 10 | 047:320 | +15   | 56     |
| 8.  | Tekirdağspor (N)       | 36  | 13 | 8  | 15 | 044:440 | ±0    | 47     |
| 9.  | Kırıkhanspor           | 36  | 13 | 8  | 15 | 035:400 | −5    | 47     |
| 10. | Maltepespor            | 36  | 10 | 16 | 10 | 038:310 | +7    | 46     |
| 11. | Altay Izmir (A)        | 36  | 10 | 15 | 11 | 045:450 | ±0    | 45     |
| 12. | Bursa Nilüferspor      | 36  | 11 | 12 | 13 | 037:460 | −9    | 45     |
| 13. | Düzcespor (N)          | 36  | 9  | 17 | 10 | 041:470 | −6    | 44     |
| 14. | Silivrispor            | 36  | 13 | 4  | 19 | 036:410 | −5    | 43     |
| 15. | Kozan Belediyespor (N) | 36  | 11 | 9  | 16 | 044:520 | −8    | 42     |
| 16. | Arsinspor              | 36  | 11 | 9  | 16 | 038:470 | −9    | 42     |
| 17. | Gölbaşıspor (A)        | 36  | 10 | 8  | 18 | 036:490 | −13   | 38     |
| 18. | Turgutluspor (A)       | 36  | 10 | 8  | 18 | 033:480 | −15   | 38     |
| 19. | Cizrespor (N)          | 36  | 3  | 7  | 26 | 016:790 | −63   | 16     |

Platzierungskriterien: 1. Punkte – 2. Direkter Vergleich (Punkte, Tordifferenz, geschossene Tore) – 3. Tordifferenz – 4. geschossene Tore

| (A) | Absteiger aus der TFF 2. Lig 2014/15 |
| (N) | Neuling aus der BAL 2014/15          |

### Abschlusstabelle Gruppe 2
| Pl. | Verein                   | Sp. | S  | U  | N  | Tore    | Diff. | Punkte |
| --- | ------------------------ | --- | -- | -- | -- | ------- | ----- | ------ |
| 1.  | Etimesgut Belediyespor   | 36  | 20 | 10 | 6  | 051:260 | +25   | 70     |
| 2.  | Diyarbekirspor           | 36  | 17 | 10 | 9  | 040:260 | +14   | 61     |
| 3.  | BB Bodrumspor (N)        | 36  | 17 | 9  | 10 | 048:230 | +25   | 60     |
| 4.  | Ofspor (A)               | 36  | 16 | 10 | 10 | 043:280 | +15   | 58     |
| 5.  | Ankara Adliyespor        | 36  | 15 | 12 | 9  | 043:340 | +9    | 57     |
| 6.  | Orhangazispor            | 36  | 14 | 12 | 10 | 040:320 | +8    | 54     |
| 7.  | Kemerspor 2003           | 36  | 15 | 8  | 13 | 060:450 | +15   | 53     |
| 8.  | Sancaktepe Belediyespor  | 36  | 15 | 6  | 15 | 043:460 | −3    | 51     |
| 9.  | Denizli BB               | 36  | 14 | 8  | 14 | 042:390 | +3    | 50     |
| 10. | Derincespor              | 36  | 13 | 10 | 13 | 035:420 | −7    | 49     |
| 11. | Sultanbeyli Belediyespor | 36  | 13 | 10 | 13 | 033:310 | +2    | 49     |
| 12. | Sakaryaspor              | 36  | 11 | 15 | 10 | 036:420 | −6    | 48     |
| 13. | Yomraspor (N)            | 36  | 13 | 8  | 15 | 039:480 | −9    | 47     |
| 14. | Payasspor                | 36  | 11 | 13 | 12 | 038:390 | −1    | 46     |
| 15. | Manisa BB (N)            | 36  | 12 | 10 | 14 | 037:400 | −3    | 46     |
| 16. | Kahramanmaraş BB         | 36  | 10 | 12 | 14 | 033:370 | −4    | 42     |
| 17. | Zara Belediyespor (N)    | 36  | 9  | 6  | 21 | 026:490 | −23   | 33     |
| 18. | Ayvalıkgücü              | 36  | 7  | 12 | 17 | 040:640 | −24   | 33     |
| 19. | Gaziosmanpaşaspor        | 36  | 6  | 7  | 23 | 030:660 | −36   | 25     |

Platzierungskriterien: 1. Punkte – 2. Direkter Vergleich (Punkte, Tordifferenz, geschossene Tore) – 3. Tordifferenz – 4. geschossene Tore

| (A) | Absteiger aus der TFF 2. Lig 2014/15 |
| (N) | Neuling aus der BAL 2014/15          |

### Abschlusstabelle Gruppe 3
| Pl. | Verein                        | Sp. | S  | U  | N  | Tore    | Diff. | Punkte |
| --- | ----------------------------- | --- | -- | -- | -- | ------- | ----- | ------ |
| 1.  | Kastamonuspor 1966 (N)        | 36  | 22 | 8  | 6  | 059:310 | +28   | 74     |
| 2.  | Bayburt Grup İl Özel İdare GS | 36  | 18 | 7  | 11 | 037:260 | +11   | 61     |
| 9.  | Niğde Belediyespor            | 36  | 17 | 10 | 9  | 052:340 | +18   | 61     |
| 4.  | Çorum Belediyespor            | 36  | 18 | 5  | 13 | 047:360 | +11   | 59     |
| 5.  | Beylerbeyi SK                 | 36  | 17 | 8  | 11 | 045:370 | +8    | 59     |
| 6.  | Gölcükspor                    | 36  | 16 | 10 | 10 | 043:330 | +10   | 58     |
| 7.  | Darıca Gençlerbirliği         | 36  | 13 | 15 | 8  | 050:360 | +14   | 54     |
| 8.  | 24Erzincanspor                | 36  | 11 | 21 | 4  | 042:300 | +12   | 54     |
| 9.  | Dersimspor (N)                | 36  | 13 | 12 | 11 | 040:440 | −4    | 51     |
| 10. | Dardanelspor                  | 36  | 14 | 7  | 15 | 045:380 | +7    | 49     |
| 11. | Çatalcaspor                   | 36  | 10 | 17 | 9  | 037:330 | +4    | 47     |
| 12. | Batman Petrolspor             | 36  | 13 | 8  | 15 | 037:420 | −5    | 47     |
| 13. | Manavgatspor                  | 36  | 11 | 11 | 14 | 050:520 | −2    | 44     |
| 14. | Bergama Belediyespor          | 36  | 11 | 9  | 16 | 039:460 | −7    | 42     |
| 15. | Van BB                        | 36  | 10 | 12 | 14 | 033:460 | −13   | 42     |
| 16. | Körfez İskenderunspor (A)     | 36  | 9  | 13 | 14 | 037:550 | −18   | 40     |
| 17. | Tavşanlı Linyitspor           | 36  | 9  | 7  | 20 | 031:440 | −13   | 34     |
| 18. | Çine Madranspor               | 36  | 7  | 10 | 19 | 027:480 | −21   | 31     |
| 19. | Sandıklıspor                  | 36  | 5  | 6  | 25 | 035:750 | −40   | 21     |

Platzierungskriterien: 1. Punkte – 2. Direkter Vergleich (Punkte, Tordifferenz, geschossene Tore) – 3. Tordifferenz – 4. geschossene Tore
P
| (A) | Absteiger aus der TFF 2. Lig 2014/15 |
| (N) | Neuling aus der BAL 2014/15          |

## Play-offs

### Gruppe 1
- Hinspiele: 5. Mai 2016, 16:00 Uhr
- Rückspiele: 9. Mai 2016, 16:00 Uhr

|                     | Gesamt |                | Hinspiel | Rückspiel |
| ------------------- | ------ | -------------- | -------- | --------- |
| Zonguldak Kömürspor | 4:1    | Tire 1922 Spor | 2:1      | 2:0       |
| Kızılcabölükspor    | 1:0    | BN Düzyurtspor | 0:0      | 1:0       |

Finale
| Kızılcabölükspor                                                 | Kızılcabölükspor | Zonguldak Kömürspor | Zonguldak Kömürspor |
| ---------------------------------------------------------------- | --- | --- | ------------------- |
| Kızılcabölükspor                                                 | \| Playoff-Finale \| \| 15. Mai 2016 um 17:00 Uhr in Çanakkale (Çanakkale 18 Mart Stadı) \| \| Ergebnis: 1:2 (0:1) \| \| Schiedsrichter: Serkan Tokat \| \| Spielbericht \|                                                                                  | \| Playoff-Finale \| \| 15. Mai 2016 um 17:00 Uhr in Çanakkale (Çanakkale 18 Mart Stadı) \| \| Ergebnis: 1:2 (0:1) \| \| Schiedsrichter: Serkan Tokat \| \| Spielbericht \|                                                                      | Zonguldak Kömürspor |
| Kızılcabölükspor                                                 | Mehmet Doğan – Murat Kan (81. Emre Fırtına), Alperen Yazıcı, Kerim Bölük, Fatih Yiğen (64. Burak Gökbel), Burak Yılmaz (46. Süleyman Olgun) – Hakan Akman, Emrah Şahinçiftçi, Ali Kemal Başaran – Kıvanç Salihoğlu, Emir Can Sayar Cheftrainer: Hasan Şermet | Ferdi Yalçın – Hasan Can Özkan, Gökhan Akıllı, Burak Et, Ali Temur, Berkan Akdeniz – Mert Caymaz, Suat Kerçin (60. Batuhan Otyıldız), Okan Eken – Hüseyin Yılmaz (87. Furkan Aydın), Onur Eriş (90. Uğurcan Arslantürk) Cheftrainer: Şenol Demir | Zonguldak Kömürspor |
| Kızılcabölükspor                                                 | 1:2 Kıvanç Salihoğlu (64.) | 0:1 Berkan Akdeniz (21.) 0:2 Berkan Akdeniz (61.) | Zonguldak Kömürspor |
| Kızılcabölükspor                                                 | Kıvanç Salihoğlu (59.), Emir Can Sayar (72.) | Hasan Can Özkan (13.), Ali Temur (40.), Berkan Akdeniz (57.), Okan Eken (72.), Furkan Aydın (90.+1') | Zonguldak Kömürspor |
| Kızılcabölükspor                                                 | Zonguldak Kömürspor ist durch diesen Sieg in die TFF 2. Lig aufgestiegen | | Zonguldak Kömürspor |
| Playoff-Finale                                                   | | |                     |
| 15. Mai 2016 um 17:00 Uhr in Çanakkale (Çanakkale 18 Mart Stadı) | | |                     |
| Ergebnis: 1:2 (0:1)                                              | | |                     |
| Schiedsrichter: Serkan Tokat                                     | | |                     |
| Spielbericht                                                     | | |                     |

### Gruppe 2
- Hinspiele: 5. Mai 2016, 16:00 Uhr
- Rückspiele: 9. Mai 2016, 16:00 Uhr

|                   | Gesamt    |                | Hinspiel | Rückspiel |
| ----------------- | --------- | -------------- | -------- | --------- |
| Ankara Adliyespor | 0:6       | Diyarbekirspor | 0:3      | 0:3       |
| Ofspor            | (a)2:2(a) | BB Bodrumspor  | 1:0      | 1:2       |

Finale
| Diyarbekirspor                                              | Diyarbekirspor | Ofspor | Ofspor |
| ----------------------------------------------------------- | --- | --- | ------ |
| Diyarbekirspor                                              | \| Playoff-Finale \| \| 14. Mai 2016 um 17:00 Uhr in Ankara (Ankara 19 Mayıs Stadı) \| \| Ergebnis: 1:1 n. V. (1:1, 1:1), 4:5 i. E. \| \| Schiedsrichter: Tolga Özkalfa \| \| Spielbericht \|                                                                  | \| Playoff-Finale \| \| 14. Mai 2016 um 17:00 Uhr in Ankara (Ankara 19 Mayıs Stadı) \| \| Ergebnis: 1:1 n. V. (1:1, 1:1), 4:5 i. E. \| \| Schiedsrichter: Tolga Özkalfa \| \| Spielbericht \|                                                                                         | Ofspor |
| Diyarbekirspor                                              | Onur Bilgin – Gökhan Payal, Muhammet Yürükuslu, Fahrettin Bıyıklı, Barış Ataş (71. Abdurrahman Alagöz), Adem Aydın (71. Umut Aslan) – Serdar Cansu, Gökhan Çakır, Mehmet Özdıraz – Tunç Murat Behram, Emre Aktaş (116. Mert Somay) Cheftrainer: Namık Altunsoy | Beycan Kaya – Fatih Gültekin, Rasimcan Değirmenci, Ferhat Aydın, Sergen İlhan (119. Niyazi Çolak), Nevzat Bilen – Muhammet Fettahoğlu, Zafer Çuvalcı, Onur Ramazan Toprak – Oğuzhan Palaz (63. Mustafa Kaya), Mustafa Emin Birinci (117. Barış Kasaroğlu) Cheftrainer: Erdoğan Yılmaz | Ofspor |
| Diyarbekirspor                                              | 1:1 Rasimcan Değirmenci (27.) | 0:1 Mustafa Emin Birinci (13.) | Ofspor |
| Diyarbekirspor                                              | Elfmeterschießen | | Ofspor |
| Diyarbekirspor                                              | 1:1 Mehmet Özdıraz 2:2 Tunç Murat Behram 3:3 Abdurrahman Alagöz 4:4 Fahrettin Bıyıklı Umut Aslan | 0:1 Fatih Gültekin 1:2 Nevzat Bilen 2:3 Ferhat Aydın 3:4 Niyazi Çolak 4:5 Mustafa Kaya | Ofspor |
| Diyarbekirspor                                              | Barış Ataş (2.), Adem Aydın (23.), Umut Aslan (100.), Gökhan Çakır (112.) | Zafer Çuvalcı (68.), Mustafa Emin Birinci (80.) | Ofspor |
| Diyarbekirspor                                              | Ofspor ist durch diesen Sieg in die TFF 2. Lig aufgestiegen | | Ofspor |
| Playoff-Finale                                              | | |        |
| 14. Mai 2016 um 17:00 Uhr in Ankara (Ankara 19 Mayıs Stadı) | | |        |
| Ergebnis: 1:1 n. V. (1:1, 1:1), 4:5 i. E.                   | | |        |
| Schiedsrichter: Tolga Özkalfa                               | | |        |
| Spielbericht                                                | | |        |

### Gruppe 3
- Hinspiele: 5. Mai 2016, 16:00 Uhr
- Rückspiele: 9. Mai 2016, 16:00 Uhr

|                    | Gesamt |                               | Hinspiel | Rückspiel |
| ------------------ | ------ | ----------------------------- | -------- | --------- |
| Çorum Belediyespor | 3:4    | Niğde Belediyespor            | 1:1      | 2:3       |
| Beylerbeyi SK      | 4:3    | Bayburt Grup İl Özel İdare GS | 3:0      | 1:3       |

Finale
| Beylerbeyi SK                                               | Beylerbeyi SK | Niğde Belediyespor | Niğde Belediyespor |
| ----------------------------------------------------------- | --- | --- | ------------------ |
| Beylerbeyi SK                                               | \| Playoff-Finale \| \| 15. Mai 2016 um 18:00 Uhr in Samsun (Samsun 19 Mayıs Stadı) \| \| Ergebnis: 0:0 n. V., 1:4 i. E. \| \| Schiedsrichter: Barış Şimşek \| \| Spielbericht \|                                                                                            | \| Playoff-Finale \| \| 15. Mai 2016 um 18:00 Uhr in Samsun (Samsun 19 Mayıs Stadı) \| \| Ergebnis: 0:0 n. V., 1:4 i. E. \| \| Schiedsrichter: Barış Şimşek \| \| Spielbericht \|                                                   | Niğde Belediyespor |
| Beylerbeyi SK                                               | Utku Yuvakuran – Fatih Sercan Ekinci, Berat Satılmış, Metehan Çakal, Mümin Talip Pazarlı, Gökhan Günaydın – Alaattin Közen (94. Emre Özer), Güray Gazioğlu (63. Ali Özgür Basa), Mustafa Çeçenoğlu – Talha Yazgan (109. Sercan Sevinç), Çağrı Yasan Cheftrainer: Kenan Gönen | Cihan Şentürk – Gökhan Köseoğlu, Abdulsamet Kırım, Mustafa Özgen, Taner Yılmaz, Rıdvan Çelik (103. Tolga Şahin) – Uğur Ayhan, Semih Kahraman, Caner Karuk – Eren Pamuk (97. Sami İzcican), İbrahim Alan Cheftrainer: Eser Kardeşler | Niğde Belediyespor |
| Beylerbeyi SK                                               | Elfmeterschießen | | Niğde Belediyespor |
| Beylerbeyi SK                                               | 1:1 Mustafa Çeçenoğlu Ali Özgür Basa Sercan Sevinç | 0:1 İbrahim Alan 1:2 Caner Karuk 1:3 Uğur Ayhan 1:4 Sami İzcican | Niğde Belediyespor |
| Beylerbeyi SK                                               | Mustafa Çeçenoğlu (33.), Mümin Talip Pazarlı (58.) | Rıdvan Çelik (27.) | Niğde Belediyespor |
| Beylerbeyi SK                                               | Niğde Belediyespor ist durch diesen Sieg in die TFF 2. Lig aufgestiegen | | Niğde Belediyespor |
| Playoff-Finale                                              | | |                    |
| 15. Mai 2016 um 18:00 Uhr in Samsun (Samsun 19 Mayıs Stadı) | | |                    |
| Ergebnis: 0:0 n. V., 1:4 i. E.                              | | |                    |
| Schiedsrichter: Barış Şimşek                                | | |                    |
| Spielbericht                                                | | |                    |

## Torschützenliste
Der Türkische Fußballverband (TFF) führt für alle drei Gruppen der TFF 3. Lig separate Torschützenlisten, bestimmt aber den Torschützenkönig aus einer einzigen zusammengefügten Torschützenliste. In der Liste werden nur die Tore im regulären Ligabetrieb gezählt. Tore die in der Playoffphase erzählt wurden, werden vom Fußballverband nicht in der Torschützenliste berücksichtigt.
| Pl. | Nat.   | Spieler             | Verein                 | Tore |
| --- | ------ | ------------------- | ---------------------- | ---- |
| 1.  | Turkei | Umut Dilek          | Kemerspor 2003         | 23   |
| 2.  | Turkei | Mümin Aysever       | BB Bodrumspor          | 21   |
| 2.  | Turkei | Mert Yandaş         | Tire 1922 Spor         | 21   |
| 3.  | Turkei | Mehmet Albayrak     | BB Erzurumspor         | 19   |
| 4.  | Turkei | Halil İbrahim Cenik | Etimesgut Belediyespor | 17   |
| 5.  | Turkei | Tunç Murat Behram   | Diyarbekirspor         | 14   |
| 5.  | Turkei | Erhan Çelenk        | BB Erzurumspor         | 14   |
| 5.  | Turkei | Hakan Akman         | Kızılcabölükspor       | 14   |